# Florence Stanley
Florence Stanley, pseudonimo di Florence Leonore Schwartz (Chicago, 1º luglio 1924 – Los Angeles, 3 ottobre 2003), è stata un'attrice statunitense di origine canadese.
È nota come attrice comica, comparsa spesso come guest star sia al cinema che in televisisione, in particolare per il ruolo di Bernice Fish nella serie televisiva Barney Miller e nel suo spin-off Fish, della quale è protagonista al fianco di Abe Vigoda (Phil Fish).

## Biografia
Florence Schwartz nasce a Chicago, Illinois, figlia di Hanna Weil e Jack Schwartz. Florence frequenta la Senn High School e la Northwestern University.
Inizia la propria carriera professionale negli anni quaranta. Le sue prime interpretazioni teatrali includono The Importance of Being Earnest, di Oscar Wilde, con la compagnia Touring Players; Bury The Dead al Cherry Lane Theatre di New York; Machinal di Sophie Treadwell. A un certo punto inizia a usare il nome d'arte di Florence Stanley.
Negli anni cinquanta, Florence Stanley compare in numerosi spettacoli televisivi e impresona, in una lodata interpretazione, Clitemnestra nell'Elettra di Sofocle al New York Shakespeare Festival del 1964, al fianco di Lee Grant, che interpreta il ruolo del protagonista. Florencce Stanley dà quindi il via alla sua lunga carriera a Broadway, come sostituta di Maureen Stapleton in un'edizione del 1965 di The Glass Menagerie di Tennessee Williams.
Nel 1966 compare come voce fuori campo in sei episodi della soap opera gotica Dark Shadows, impersonando il fantasma di una donna singhiozzante nel seminterrato. Sempre nel 1966 interpreta il ruolo di Yente nella rappresentazione a Broadway di Fiddler on the Roof di Bea Arthur, continuando fino al 1971 dopo più di 2000 repliche, per partecipare alla prima di The Prisoner of Second Avenue di Neil Simon, diretto da Mike Nichols. Nel 1972 balla il tip-tap in una produzione di Broadway di The Secret Affairs Of Mildred Wild e, nel 1981, torna a lavorare per Neil Simon nella produzione di Broadway di Fools.

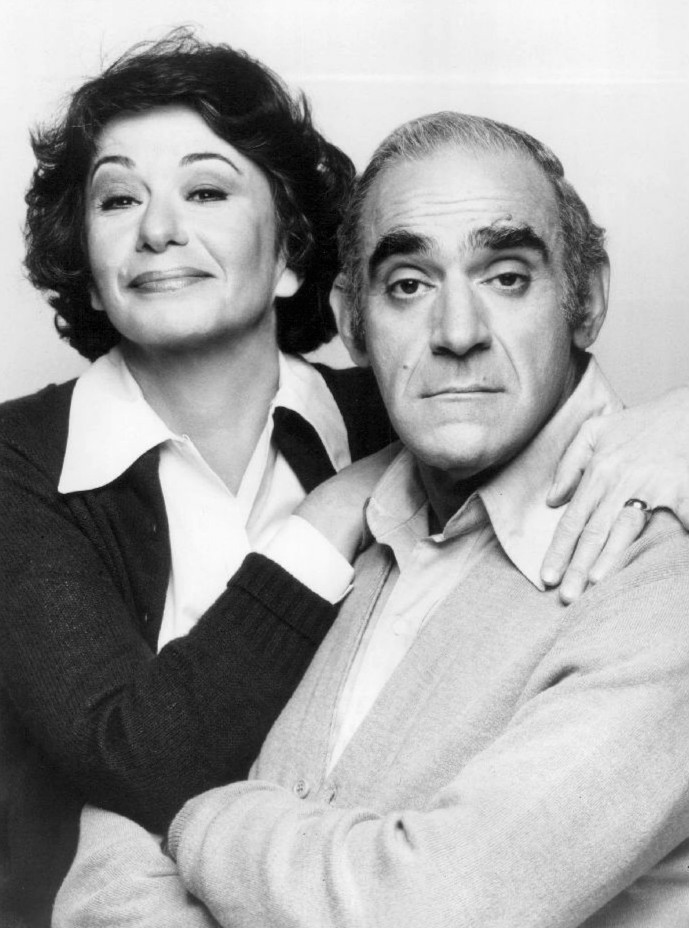
Florence Stanley e Abe Vigoda in una foto promozionale per la sitcom Fish

La carriera cinematografica di Florence Stanley ha inizio nel 1967, quando interpreta il film Su per la discesa (Up the Down Staircase) al fianco di Sandy Dennis. Nel 1973 il regista Mike Nichols le chiede di interpretare un piccolo ruolo nel suo film Il giorno del delfino (The Day of the Dolphin), al fianco di George C. Scott. Nel 1975 riprende il personaggio già interpretato a teatro nella versione cinematografica della commedia di Neil Simon The Prisoner of Second Avenue, Prigioniero della seconda strada, interpretata da Jack Lemmon e Anne Bancroft. Lo stesso anno viene nuovamente ingaggiata da Nichols per il suo film Due uomini e una dote (The Fortune), che vede protagonisti Warren Beatty, Jack Nicholson e Stockard Channing.
Nel 1975 appare anche nella serie televisiva della CBS Joe and Sons. Lo stesso anno il produttore Danny Arnold ingaggia Florence Stanley per la parte di Bernice Fish, prima in sei episodi della sitcom Barney Miller (1975-1977) e quindi nella sitcom spin-off di questa, Fish (1977-1978), della quale è co-protagonista, nella parte della moglie del detective Phil Fish, interpretato da Abe Vigoda - noto per aver interpretato il personaggio di Tess ne Il padrino.
Nel 1987 è in un episodio della serie televisiva Mr. Belvedere. Dal 1987 al 1990 entra a far parte del cast fisso della sitcom I miei due papà (My Two Dads), interpretando per 60 episodi il personaggio del giudice Margaret W. Wilbur, dirigendo anche svariati episodi della serie. Tra il 1987 e il 1989 compare in due episodi della sitcom Giudice di notte (Night Court), la prima, non accreditata, nell'episodio della quarta stagione Murder (1987), nel quale interpreta una donna che confessa allegramente l'omicidio del marito ma potrebbe nascondere qualcosa, la seconda nell'episodio della sesta stagione The Game Show (1989), nel quale, stavolta accreditata, interpreta il giudice Wilbur della serie televisiva I miei due papà.
Tra il 1991 e il 1992 interpreta il personaggio della Dr. Amanda Riskin in 12 episodi della sitcom Corsie in allegria (Nurses). Nei primi anni novanta compare nella sitcom Un professore alle elementari (Drexell's Class), interpretando il preside ad interim della scuola Elsie Engelhoff, in sostituzione di Francine Itkin (Randy Graff), a sua volta presto sostituita dalla preside Marilyn Ridge (Edie McClurg). Sempre nello stesso periodo presta la voce al personaggio di nonna Ethyl Phillips nella serie a pupazzi animati I dinosauri (Dinosaurs). Nel 1993 è nel film, diretto da Jeffrey Reiner, Harry e Kit (Trouble Bound), al fianco di Michael Madsen e Patricia Arquette. Nel 1994 compare nei panni di Edna "Ma" Firpo nel film Bufera in Paradiso (Trapped in Paradise), al fianco di Nicolas Cage, Jon Lovitz e Dana Carvey. Tra il 1996 e il 1998 compare in tre episodi della serie televisiva Cybill, nei panni di Ruth Woodbine. Nel 1997 compare come guest star in due episodi della sitcom Innamorati pazzi (Mad About You), dove ritrova l'attore Paul Reiser, con cui aveva recitato ne I miei due papà. Nel 1998 è nel film diretto da Howard Deutch La strana coppia II (The Odd Couple II), sequel, al fianco di Jack Lemmon e Walter Matthau, del ben più noto film del 1968 diretto da Gene Saks, La strana coppia (The Odd Couple). Nello stesso anno recita anche nella commedia satirica diretta e interpretata da Warren Beatty al fianco di Halle Berry, Bulworth - Il senatore (Bulworth). Sempre nel 1998 interpreta il personaggio di Muriel nella serie televisiva The Simple Life, composta da una sola stagione di sette episodi. Nel 1999 presta la voce alla madre di Peter Griffin, Thelma, nell'episodio Il papa e il papà (Holy Crap), della serie animata I Griffin (Family Guy).
Nel 2001 presta la voce al personaggio di Wilhelmina Packard nel film di animazione della Disney diretto da Gary Trousdale e Kirk Wise, Atlantis - L'impero perduto (Atlantis: The Lost Empire). Il ruolo le vale una candidatura agli Annie Award in qualità di miglior doppiatrice in un lungometraggio. Riprende il personaggio nel 2003, nel sequel distribuito direct-to-video, diretto da Victor Cook e Toby Shelton, Atlantis - Il ritorno di Milo (Atlantis: Milo's Return). Sempre nel 2001 è in un episodio della serie televisiva Malcolm (Malcolm in the Middle). L'ultimo film in cui recita è Abbasso l'amore (Down with Love, 2003), che vede protagonisti Renée Zellweger ed Ewan McGregor.
Florence Stanley muore il 3 ottobre 2003 all'età di 79 anni, a causa di un ictus, al Cedars-Sinai Hospital di Los Angeles. Il suo corpo è sepolto nel Mount Sinai Memorial Park Cemetery.

## Filmografia parziale

### Attrice

#### Cinema
- Su per la discesa (Up the Down Staircase), regia di Robert Mulligan (1967)
- Il giorno del delfino (The Day of the Dolphin), regia di Mike Nichols (1973)
- Prigioniero della seconda strada (The Prisoner of Second Avenue), regia di Melvin Frank (1975)
- Due uomini e una dote (The Fortune), regia di Mike Nichols (1975)
- Una fortuna sfacciata (Outrageous Fortune), regia di Arthur Hiller (1987)
- Un piedipiatti e mezzo (Cop and a Half), regia di Henry Winkler (1993)
- Bufera in Paradiso (Trapped in Paradise), regia di George Gallo (1994)
- La strana coppia II (The Odd Couple II), regia di Howard Deutch (1998)
- Bulworth - Il senatore (Bulworth), regia di Warren Beatty (1998)

#### Televisione
- Lights Out – serie TV, episodio 3x34 (1951)
- Assistente sociale (East Side/West Side) – serie TV, episodio 1x05 (1963)
- The Nurses – serie TV, episodi 2x20-3x22 (1964-1965)
- Barney Miller - serie TV, 6 episodi (1975-1977)
- Fish - serie TV, 35 episodi (1977-1978)
- Corsie in allegria (Nurses) - serie TV, 12 episodi (1991-1992)
- The Simple Life - serie TV, 7 episodi (1998)
- Fantasy Island - serie TV, episodio 1x10 (1998)
- Dharma & Greg - serie TV, episodio 5x21 (2002)

### Doppiatrice

#### Cinema
- In viaggio con Pippo (A Goofy Movie), regia di Kevin Lima (1995)
- Atlantis - L'impero perduto (Atlantis: The Lost Empire), regia di Gary Trousdale e Kirk Wise (2001)
- Atlantis - Il ritorno di Milo (Atlantis: Milo's Return), regia di Victor Cook e Toby Shelton - direct-to-video (2003)

#### Televisione
- Dark Shadows - soap opera, 6 episodi (1966-1969)
- I Griffin (Family Guy) - serie animata, episodio 2x02 (1999)
- House of Mouse - Il Topoclub (House of Mouse) - serie animata, episodio 3x07 (2002)

#### Videogiochi
- Atlantis: The Lost Empire - Search for the Journal (2001)
- Atlantis: The Lost Empire - Trial by Fire (2001)
- The Lost Empire, regia di Douglas Carrigan (2001)
- Atlantis: The Lost Empire Activity Center, regia di Terry Shakespeare (2001)
- Law & Order II: Double or Nothing, regia di Christina Taylor Oliver (2003)

## Teatro (parziale)
- The Importance of Being Earnest
- Bury The Dead, Cherry Lane Theatre, New York
- Machinal
- Elettra, New York Shakespeare Festival, New York (1964)
- The Glass Menagerie, New York (1965)
- Fiddler on the Roof (1966-1971)
- The Prisoner of Second Avenue, regia di Mike Nichols
- The Secret Affairs Of Mildred Wild (1972)
- Fools (1981)

## Riconoscimenti
- Annie Award
  - 2001 - Candidatura al miglior risultato individuale per la recitazione vocale di un'attrice in una produzione di film d'animazione per Atlantis - L'impero perduto

## Doppiatrici italiane
Nelle versioni in italiano delle opere in cui ha recitato, Florence Stanley è stata doppiata da: 
- Lydia Simoneschi ne Il prigioniero della Seconda Strada
- Adriana De Roberto ne I miei due papà
- Angiolina Quinterno in Dharma & Greg

Da doppiatrice è sostituita da:
- Elsa Camarda ne I dinosauri
- Cristina Dian in In viaggio con Pippo
- Franca Valeri in Atlantis - L'impero perduto
- Angiolina Quinterno in Atlantis - Il ritorno di Milo